# Mário Ferreira dos Santos
Mário Dias Ferreira dos Santos (Tietê, 3 de janeiro de 1907 – 11 de abril de 1968) foi um filósofo, tradutor e escritor brasileiro. Traduziu obras de diversos autores e escreveu livros sobre diversos temas, publicados sob o nome Enciclopédia de Ciências Filosóficas e Sociais. Ele também desenvolveu seu próprio sistema, nomeado de Filosofia Concreta.
Mário foi  militante anarquista e um dos poucos estudiosos brasileiros do chamado anarquismo cristão, tendo sido ativo participante do Centro de Cultura Social, um dos mais importantes núcleos anarquistas de São Paulo da primeira metade do século XX. Ele foi lido e recomendado por expoentes do anarquismo como Edgard Leuenroth e Jaime Cubero.

## Biografia
Mário Ferreira dos Santos nasceu em 3 de janeiro de 1907, na cidade de Tietê, em São Paulo. Seu pai, Francisco Dias Ferreira dos Santos, nasceu em Portugal, foi casado com Maria do Carmo dos Santos, era dono de uma companhia teatral itinerante[carece de fontes?] e estabelecido em Pelotas, no Rio Grande do Sul. Mário participou do curta-metragem de ficção Os Óculos do Vovô, filme brasileiro mais antigo de que se tem notícia, dirigido por Francisco.  Ele foi matriculado em um colégio jesuíta e em 1925 ingressou na Universidade Federal do Rio Grande do Sul, no curso de Direito neste curso  Em 1928 fez sua estréia na tribuna jurídica. Tratava-se de um rumoroso caso criminal ocorrido em Pelotas. Trabalhava como advogado e ao mesmo tempo auxiliava o pai na empresa Xavier & Santos,onde se formou em 1930 em Direito e  Ciências Sociais. A empresa de seu pai veio a falência em 1941 após o falecimento de seu pai por negócios mal sucedidos.  Passou a escrever em jornais de Pelotas, e no Diário de Notícias e no Correio do Povo, ambos de Porto Alegre também realizou movimentos para acabar com o analfabetismo, propondo a formação de escolas para operários, centros de ensino para alfabetizar. Como jornalista participou da Revolução de 1930 e acabou na prisão pelas críticas feitas ao novo regime.
Em 1929 casou-se com Yolanda Duro Lhullier, com quem teve duas filhas: Nadiejda Santos Nunes Galvão e Yolanda Lhullier dos Santos. No inicio de 1940 colaborou no órgão “Movimento” de Porto Alegre, para o qual escreveu 3 artigos, "Escutai em Silêncio", “Homem que vens da idades futuras" e "No mundo sempre houve sol". 
Entre 1943 e 1944 foi contratado como tradutor pela Livraria do Globo, em Porto Alegre. Mudando-se para São Paulo em 1945, continuou seu trabalho como tradutor na Editora Flama. Com dificuldades em publicar seus livros, fundou suas próprias editoras, a Logos S.A. e a Matese S.A. Foi pioneiro no sistema de venda de livro a crédito, de porta em porta.[carece de fontes?]
Mário morreu em 1968, devido a uma doença cardiovascular.

### Obras
Mário traduziu várias obras clássicas, de autores como Aristóteles, Pitágoras, Friedrich Nietzsche, Immanuel Kant, Blaise Pascal, Tomás de Aquino, Duns Scott, Henri-Frédéric Amiel e Walt Whitman.
A partir de 1947 passou a dedicar-se unicamente à filosofia. Fiel a à ideologia anarquista, lecionou durante esse tempo para alunos particulares e pequenos grupos informais:
| “ | Nunca ocupei nenhum cargo em nenhuma escola, por princípio. Deliberei, desde os primeiros anos, tomar uma atitude que consiste em nunca disputar cargos que podem ser ocupados por outros. Sempre decidi criar o meu próprio cargo, a minha própria posição sem ter de ocupar o lugar que possa caber a outro. Eis por que não disputo, nunca disputei nem disputarei qualquer posição que possa ser ocupada por quem quer que seja. | ” |
|   | — Mário Ferreira dos Santos. |   |

O Prof. Luís Mauro Sá Martino, pesquisador da obra de Mário, conta que, à época, "praticamente não existiam livros sobre os assuntos aos quais ele se referia. Filosofia era um produto importado e caro. As obras filosóficas principais não estavam traduzidas e os textos em circulação, em sua maioria, eram precários, por isso, foi preciso começar do zero, construir as bases de um pensamento filosófico e, em seguida, expor sua filosofia original."
Mário se dedicou a escrever filosofia para o grande público, buscando afirmar a independência e capacidade para desenvolvimento de uma inteligência filosófica brasileira. Para Mário, o brasileiro era um povo apto para uma filosofia de caráter ecumênico. De acordo com suas ideias, o Brasil não poderia permanecer recebendo apenas variadas ideias de outros países, e, sem uma filosofia própria, não seria possível solucionar seus inúmeros problemas.

### O anarquismo de Mário Ferreira
Mário foi defensor e entusiasta do cooperativismo. Para ele o socialismo, despido de seu caráter autoritário e de sua visão abstrata da humanidade, assume uma faceta libertária, e em sua ação concreta o ser humano mostra-se capaz de fazer associações livres e colaborativas que se desprendem do sistema capitalista, do qual Mário era crítico.
| “ | A cultura e o saber não têm pátria nem classes nem interesses criados. A cultura é livre por sua natureza, vence o tempo, vence as contingências, vence o preconceito. Todo sábio, que é realmente prudente, e é assistido por uma sã sabedoria, é um libertário. | ” |

Mário teve participação na militância anarquista pós-Estado Novo, sendo particularmente adepto às ideias econômicas de Proudhon. Na Editora e Distribuidora Sagitário, Mário traduziu e publicou a obra na qual o anarquista alemão Rudolf Rocker discorria sobre as origens do pensamento social-libertário. Nas seções de livros recomendados dos jornais libertários, duas obras de Mário receberam destaque. Foram elas: Teses da Existência e da Inexistência de Deus, de 1946, e Análise Dialética do Marxismo. Nesta última, Mário faz uma crítica social-libertária ao marxismo:
| “ | Nos últimos cem anos em que o marxismo se estruturou, a principal polêmica foi travada entre os dois socialismos: o autoritário e o libertário. Se este último, nessa época de cesarismo, é aceito por uma número reduzido e disperso de partidários, o primeiro, inegavelmente, atrai o maior número de seguidores. No entanto, é de verificar-se que, em face das decepções, os socialismos mais idealistas sentem, quando os fatos lhes mostram algum malogro do socialismo, a necessidade de retornar às posições do socialismo libertário, onde permanecem à espera de que novos acontecimentos possam mudar a fisionomia e a significação dos fatos. | ” |

Mário conheceu o anarquista Jaime Cubero em 1945 e passou a discursar sobre anarquismo em centros anarquistas como o já mencionado Centro de Cultura Social (CCS). Exerceu influência na formação de vários anarquistas, como o próprio Jaime Cubero, além de Chico Cubero, outros militantes do CCS e Maurício Tragtenberg.

## O Sistema de Mario Ferreira: Filosofia Concreta
Mario buscou se opor ao pensamento abstrato tradicional, buscando fundamentar-se em verdades universais e imutáveis. Diferente de correntes que se baseiam apenas em raciocínios puramente lógicos, ele parte de juízos evidentes por si mesmos e os desenvolve por meio de um método rigoroso, chamado dialético-ontológico, que prioriza a realidade concreta em vez de construções mentais abstratas.
Podemos destacar da Filosofia Concreta alguns princípios fundamentais que regem esse sistema. O primeiro, e talvez mais importante, seja os Juízos Apodíticos, ou seja, proposições verdadeiras e autoevidentes por si mesmas. As proposições são as seguintes:
"Alguma coisa há" (existe algo, não o nada absoluto).
"O nada absoluto não há" (a completa ausência de realidade é impossível).
"Alguma coisa não há (nada relativo) não contradiz que alguma coisa há" (a negação de algo específico não anula a existência em geral).
Essas proposições são irrefutáveis, porque qualquer tentativa de negá-las já pressupõe que "algo existe" (por exemplo, quem nega que algo existe está, no mínimo, afirmando a existência de seu próprio pensamento). É a partir dessas afirmações, seguidas por mais de 300 outras, que se estrutura o sistema filosófico de Mario Ferreira.

Outro Princípio Fundamental é o Método Dialético-Ontológico, onde o autor tece críticas a lógica pura, dizendo que a filosofia tradicional por diversas vezes se limita a raciocínios lógicos, mas que essa, muitas vezes, depende apenas de premissas que podem ser arbitrárias.
Ao partirmos do lógico, só deduzimos o que já está nas premissas... Por essa razão, apenas com o uso da lógica pode o homem perder-se no erro. Mas na captação ontológica há outro modo de proceder. Por meio dela não extraímos o que pomos, mas o que já está na razão da coisa. Desse modo pode o ser humano errar quando usa a lógica, não quando usa a via dialético-ontológica.
Nesse sentido, Mario Ferreira apresenta a discussão entre Verdade Lógica e Verdade Ontológica. A Verdade lógica é quando o pensamento corresponde à realidade (ex.: "O céu é azul" é verdadeiro se o céu realmente for azul). A Verdade ontológica quando a própria realidade é conforme à sua essência (ex.: Um triângulo, por definição, tem três lados; isso é verdade independentemente do que pensamos).
Mario Ferreira acreditava que a verdade ontológica forneceria bases verdadeiramente sólidas para a construção de um sistema filosófico, pois ela não depende de interpretações subjetivas. A verdade ontológica analisa se a característica pertence a essência do objeto. “Ora, a verdade lógica está no juízo, enquanto a verdade ontológica está na essência da própria coisa” (SANTOS, 1963, p 720).
Pode se dizer que o objetivo final da Filosofia Concreta é que ela busca ser uma filosofia rigorosa e fundamentada, capaz de servir como base para avaliar outras correntes filosóficas. Seu método evita especulações vazias e prioriza apenas o que pode ser demonstrado como verdadeiro de forma incontestável.

## Decadialética
A decadialética é um sistema lógico e dialético desenvolvido por Mario Ferreira dos Santos, que junta 10 campos para formar um raciocínio dialético complexo e heterogêneo. Este sistema tem o intuito de passar o conceito por 10 etapas de verificação, buscando falhas no argumento e tem como finalidade confirmar ou rejeitar um raciocínio.
10 campos dialéticos segundo Mario Ferreira dos Santos.
1. Sujeito-objeto: Mario Ferreira diz que a relação sujeito-objeto é a antinomia entre a subjetividade e a objetividade. Ou seja, algo que está em movimento e que tem a potência de vir a ser ou pode ser deixado de lado. Portanto, ela é uma opção possível para o argumento.
2. Atualidade e virtualidade: A atualidade é aquilo que está em ato, já a virtualidade é aquilo que pode ser mas ainda não é.
3. Possibilidades reais (virtualidades) e possibilidades não reais: Verificação do grau de realidade de um argumento, classificando-o como reais ou não-reais ou como verdadeiro ou falso. Buscando descartar argumentos não-reais.
4. Atualidade e antinomia entre intensidade e extensidade: Para Mario Ferreira, o que está em ato tem as propriedades de intensidade e extensidade, que podem ser reais ou abstratas. Intensidade são as qualidades do argumento, os seus adjetivos. A extensidade são quais seres possuem essas qualidades, buscando as suas universalidades ou singularidades.
5. Oposição na intensidade e extensidade nas atualizações: A busca por informações que foram ocultadas do argumento.
6. Oposições do sujeito: razão e intuição: Encontrar no argumento informações intensivas e extensivas, buscando saber em que fonte o argumento se baseia, intuitiva ou racional.
7. Oposições da razão: conhecimento e desconhecimento: Buscar áreas que foram esquecidas na argumentação ou que foram colocadas de forma incorreta.
8. Oposições da razão: atualizações e virtualizações racionais: Com base na construção de argumentos que construímos neste campo, é o momento que apresentamos os contra-argumentos ao autor.
9. Oposição da intuição: conhecimento e desconhecimento: Neste campo Mario Ferreira nos atenta que a intuição é um conhecimento singular, e que por isso conhecer algo significa desconhecer algo, pois ao atentar-se a algo é deixado todo o resto de lado.
10. Invariante e variante: A formulação de um argumento concreto, campo onde identificamos os argumentos conflitantes, descartando o que é variante e concretizando o invariante.[27]

## Consciência Intelectual e a Consciência intuitiva na  obra "Filosofia e Cosmovisão" de Mário Ferreira dos Santos
Mario Ferreira dos Santos aponta que há diferenças na consciência humana, partindo desse pressuposto, não há pensamento racional puro e nem pensamento intuitivo puro, há um dialetismo interior formado pela consciência e pela inconsciência. Na consciência, segundo o autor, há duas relações que são as coordenadas da razão e da intuição, e a partir dessas acontecem o dialetismo interior.
O que importa nesses pressupostos é a análise que cada coordenada impacta no comportamento ou na forma que o sujeito entende e compreende as informações do exterior e estabelece ideias e pensamentos a partir dos sentidos. Predominando então, a consciência intuitiva.
Da consciência intelectual, o autor revela que há o dialetismo que se apresenta  como conflito entre a razão e a intuição, na qual a razão prevalece sobre a intuição. Todavia, para acontecer a consciência intelectual, a consciência intuitiva participa nesse processo de abstração, porém, sempre direcionando para a predominância da racionalidade a partir da consciência intelectual. Desse modo, segundo Mario Ferreira dos Santos, para que a inteligência aconteça, não é necessário validar apenas um conceito em detrimento dos demais

## Convite a Estética
A obra Convite à Estética, de Mário Ferreira dos Santos, integra a coleção Enciclopédia de Conhecimentos Fundamentais e apresenta-se como uma introdução sistemática e filosófica à estética. Escrita com o propósito de esclarecer os fundamentos do belo e suas manifestações, a obra propõe uma reflexão abrangente sobre a natureza da arte, seus critérios de apreciação e os valores que ela envolve. Mário Ferreira parte da experiência sensível do belo para delinear sua investigação filosófica. O autor remonta ao termo grego aisthesis, que originalmente designava a sensação, para mostrar como, a partir de Alexander Baumgarten, o termo "estética" foi incorporado ao vocabulário filosófico como “ciência do belo”. A partir disso, distingue-se a estética como disciplina responsável por estudar o belo em suas manifestações naturais e culturais.
Um dos eixos fundamentais da obra é a distinção entre estética subjetiva e estética objetiva. A estética subjetiva, de cunho psicológico, considera que o belo reside no sujeito, como uma vivência individual, resultante da harmonia entre imaginação e entendimento, conforme propôs Kant. Já a estética objetiva afirma que o belo está no objeto, seja por sua forma (estética formal) ou por sua essência (estética material). Demais temas tratados nesta obra são os tipos de juízo (gosto, valor, existencial e ético), mas o ênfase da obra se diz referência ao terceiro tipo de juízo: o de existência estética. A estética, nesse sentido, investiga o que está na obra, não apenas o que o sujeito sente ou valoriza subjetivamente.
O conceito de ordem é introduzido como um princípio fundamental da beleza. O autor defende que a beleza resulta da harmonia entre as partes de um todo, numa proporcionalidade que pode ser tanto simétrica quanto assimétrica. A harmonia é entendida como um ajustamento dinâmico, característico das obras de arte superiores. A desordem, por sua vez, é tratada como ausência de finalidade perceptível, ainda que, em certas expressões artísticas, possa ser ordenada simbolicamente e gerar efeitos estéticos específicos.

### Recepção
Mário tentou desenvolver seu próprio sistema, na contramão da filosofia profissionalizante de sua época. Segundo o autor, o espírito de colonizado dos brasileiros da época não os deixavam tentar desenvolver nada original. Ao lado de Raimundo de Farias Brito, foi um dos únicos brasileiros que tentou recuperar os grandes sistemas característicos da filosofia do século XVII.
Stanislavs Ladusãns, um dos primeiros divulgadores da filosofia de Mário, incluiu o autor entre os grandes filósofos brasileiros da primeira metade do século XX, ao lado de Vilém Flusser, João Cruz Costa, Padre Lima Vaz, dentre outros.
João Cezar de Castro Rocha atribui certo esquecimento de Mário ao contexto da década de 50 do séc. XX, pois, durante esse período, havia o desejo de se valorizar a pesquisa filosófica realizada nas universidades, ambição que se chocava diretamente com o autodidatismo de Mário. Ainda há por volta de 29 obras inéditas de Mário Ferreira.

## Livros publicados
- Teses da Existência e da Inexistência de Deus - com pseudônimo de Charles Duclos. Editora e Distribuidora Sagitário, 1946.
- Se a Esfinge Falasse - com pseudônimo de Dan Andersen. Editora e Distribuidora Sagitário, 1946.
- Realidade do Homem - com pseudônimo de Dan Andersen. Editora e Distribuidora Sagitário, 1947.
- Curso de Oratória e Retórica, Editora Logos, 1953.
- Técnica do Discurso Moderno. Editora Logos, 1953.
- Filosofia e Cosmovisão. Editora Logos, 1954, É Realizações, 2015 (2ª edição).
- Lógica e Dialética. Editora Logos, 1954, PAULUS, 2007 (2ª edição)
- Psicologia. Editora Logos, 1954.
- Teoria do Conhecimento. Editora Logos, 1954.
- Ontologia e Cosmologia. Editora Logos, 1954.
- O Homem que Nasceu Póstumo. Editora Logos, 1954.
- Curso de Integração Pessoal. Editora Logos, 1954.
- Análise Dialética do Marxismo. Editora Logos, 1954.
- Tratado de Simbólica. Editora Logos, 1955, É Realizações, 2007 (2ª edição).
- Filosofia da Crise. Editora Logos, 1955 (1ª edição), É Realizações, 2017 (2ª edição).
- O Homem Perante o Infinito (Teologia). Editora Logos, 1955.
- Aristóteles e as Mutações. Editora Logos, 1955.
- Noologia Geral. Editora Logos, 1956.
- Filosofia Concreta (3 volumes). Editora Logos, 1956, É Realizações, 2009 (2ª edição).
- Sociologia Fundamental e Ética Fundamental. Editora Logos, 1957.
- Filosofias da Afirmação e da Negação. Editora Logos, 1957.
- Práticas de Oratória. Editora Logos, 1957.
- A casa das paredes geladas. Editora Logos, 1958.
- O Um e o Múltiplo em Platão. Editora Logos, 1958, IBRASA, 2001 (2ª edição).
- Métodos Lógicos e Dialéticos (3 volumes). Editora Logos, 1959.
- Pitágoras e o Tema do Número. Editora Logos, 1960. IBRASA, 2000 (2ª edição)
- Páginas Várias. Editora Logos, 1960.
- Filosofia Concreta dos Valores. Editora Logos, 1960.
- Convite à Estética. Editora Logos, 1961.
- Convite à Psicologia Prática. Editora Logos, 1961.
- Convite à Filosofia. Editora Logos, 1961.
- Tratado de Economia (2 volumes). Editora Logos, 1962.
- Filosofia e História da Cultura (3 volumes). Editora Logos, 1962.
- Análise de Temas Sociais (3 volumes). Editora Logos, 1962.
- O Problema Social. Editora Logos, 1962.
- Dicionário de Filosofia e Ciências Culturais (4 volumes). Editora Matese, 1963.
- Dicionário de Pedagogia e Puericultura (3 volumes). Editora Matese, 1965.
- Origem dos Grandes Erros Filosóficos. Editora Matese, 1965.
- Protágoras. Editora Matese, 1965.
- Isagoge de Porfírio. Editora Matese, 1965.
- Grandezas e Misérias da Logística. Editora Matese, 1966.
- Invasão Vertical dos Bárbaros. Editora Matese, 1967.
- Erros na Filosofia da Natureza. Editora Matese, 1967.
- A Sabedoria dos Princípios. Editora Matese, 1967.
- A Sabedoria da Unidade. Editora Matese,  1967.
- A Sabedoria do Ser e do Nada. Editora Matese, 1968.
- O Apocalipse de São João (póstumo). Editorial Cone Sul, 1998.
- A Sabedoria das Leis Eternas (póstumo). É Realizações, 2001.
- Cristianismo, a Religião do Homem (póstumo). EDUSC, 2003.
- Homens da Tarde (póstumo). É Realizações, 2019.

## Outras Publicações
Em números o total de artigos publicados foi de 177, assim distribuídos: 1 na “Revista do Globo” de Porto Alegre, 1 na “Folha Acadêmica” de São Paulo,1 na “Folha da Manhã” de São Paulo, 1 na “Gazeta” de São Paulo, 3 no “Movimento” de Porto Alegre, 16 no “Clímax” de Pelotas, 42 no “Correio do Povo” de Porto Alegre, 44 no “Diário Popular” de Pelotas, 68 no “Diário de Notícias” de Porto Alegre. 
- Anarquismo no Brasil
- História da filosofia no Brasil
- Centro de Cultura Social